# Deltadromeus agilis
Deltadromeus è un genere estinti di dinosauro teropode basali appartenente ai neovenatoridi del Nordafrica. I suoi arti sono relativamente lunghi rispetto al corpo, e il cranio non è ancora stato trovato. In particolare sono stati descritti 2 esemplari dell’unica specie presente, ossia D. agilis, rinvenuti nella Bahariya Formation, risalenti al Cretaceo superiore, circa 95 milioni di anni fa.

## Descrizione

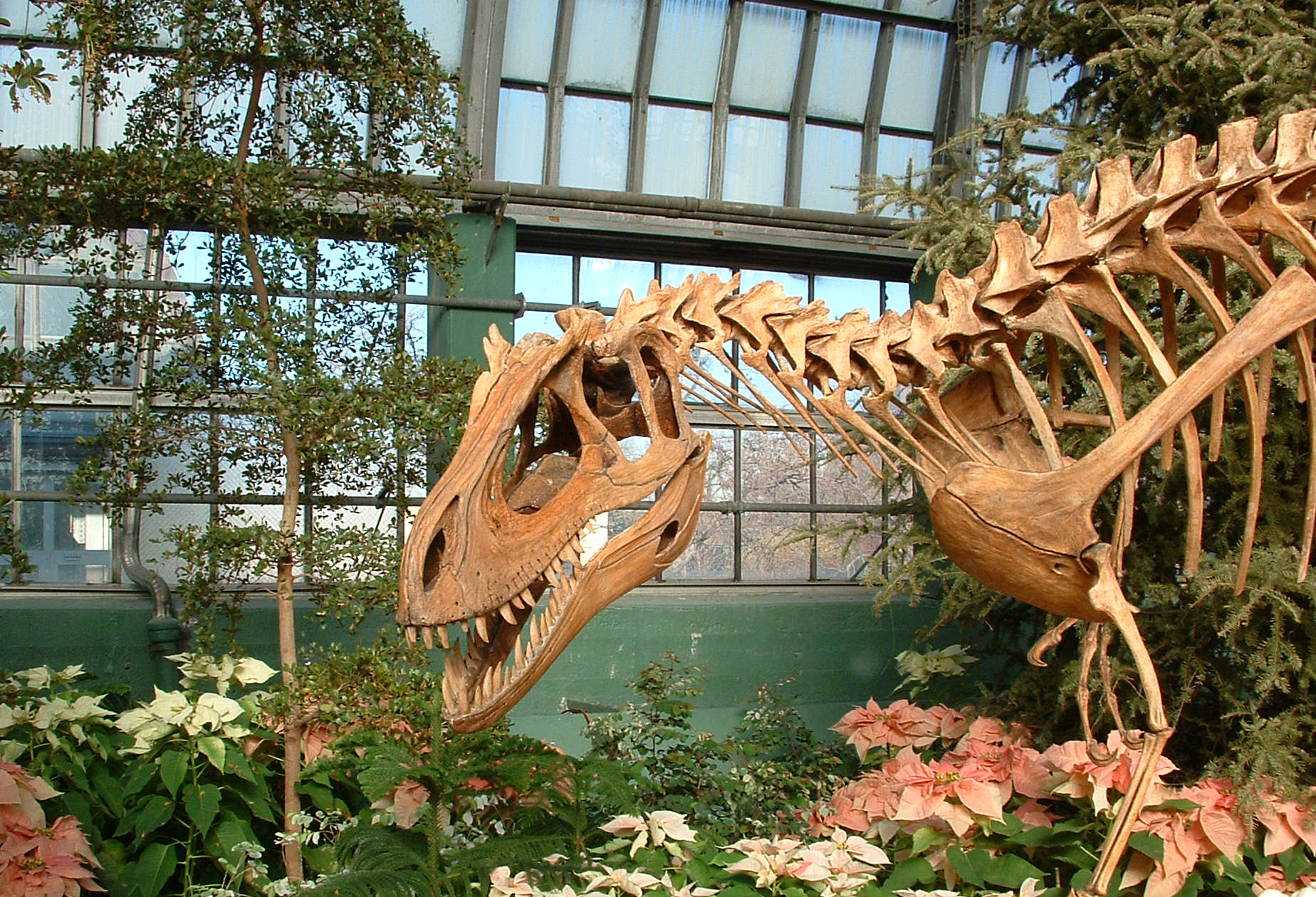
Dettaglio dello scheletro di Deltadromeus

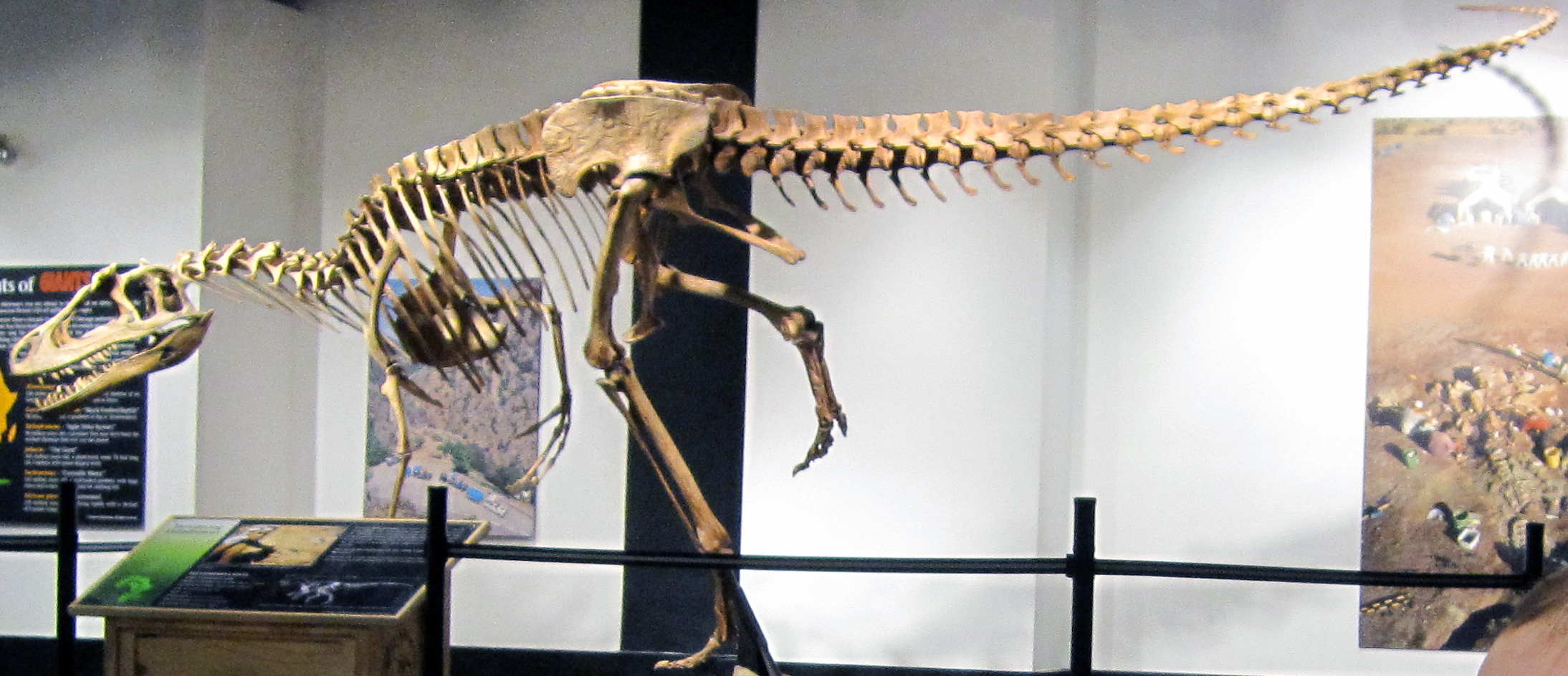
Scheletro di Deltadromeus in posizione di vita

Lo scheletro più completo di Deltadromeus misura circa 8 metri di lunghezza, con un peso stimato alle 2 tonnellate.
Un secondo esemplare è stato descritto da Ernst Stromer come Bahariasaurus (che prende il nome dal luogo di ritrovamento), ma è stato reinterpretato come Deltadromeus da Paul Sereno nel 1996.
Questo secondo esemplare risulta essere più grande del primo, con un femore lungo circa 1.22 metri.
Gli scheletri di Deltadromeus sono stati trovati anche nelle stesse formazioni dei grandi teropodi Africani quali Spinosaurus o Carcharodontosaurus.

## Classificazione
Prima considerato come un grande Celorusauriano, fu poi classificato come un Abelisauro.
- Theropoda
- Neotheropoda
- Ceratosauria
- Neoceratosauria
- Abelisauroidea
- Noasauridae

```
 
Tetrapoda

Amniota

 
Reptilia

  
Sauropsida

   
Diapsida

    
Archosauromorpha

     
Archosauria

      
Dinosauromorpha

       
Dinosauria

        
Saurischia

         
Eusaurischia

          
Theropoda

            
Neotheropoda
 
             
Ceratosauria

              
Neoceratosauria

               
Abelisauroidea

                
Noasauridae
```

Recentemente però Deltadromeus è stato riclassificato all'interno di Neovenatoridae.
Uno studio del 2025 di Andrea Cau e Alessandro Paterna ha concluso che il genere Deltadromeus sia invalido e sinonimo con il genere Bahariasaurus